# Esperente
Esperente (węg. eszperente) – popularna węgierska zabawa językowa. W esperente jedyną dopuszczalną samogłoską jest e. Po węgiersku niekiedy mówi się o pisaniu w esperente używając tego słowa w znaczeniu quasi języka.
Do ulubionych form esperente należą definicje, „przełożone” na esperente przysłowia i inne popularne wyrażenia, a nawet wiersze, włączając w to i węgierski hymn. Istnieją również fora internetowe i blogi pisane w esperente. Wygibasy językowe, których trzeba dokonać, by uzyskać teksty oparte wyłącznie na e, zwykle mają charakter humorystyczny, rezultaty niejednokrotnie posiadają również wartość literacką.
Aczkolwiek jedyną dopuszczalną samogłoską w esperente jest e językoznawcy wyróżniają e otwarte (e) i e zamknięte (ë). Według badań Ernő Simonyiego przeprowadzonych nad zbiorem poezji Gézy Bodolay, w węgierskim samogłoska e występuje z częstotliwością 17,1%, ë 8,9%, co daje w sumie 26%, ta stosunkowo wysoka częstotliwość umożliwia tworzenie esperente.

## Historia
Słowo esperente stworzył z nazwy języka esperanto Frigyes Karinthy w początkach XX wieku, ale sama zabawa ma dużo głębsze korzenie. Już w 1755 roku profesor z Debreczyna János Varjas (Joannis Varjas) napisał 275-wierszowy utwór używający wśród samogłosek wyłącznie e i é. Gergely Édes (1763–1847), pastor z Derecske oraz autor licznych eksperymentów literackich, tworzył krótkie wiersze oparte na jednej wyłącznie samogłosce, np. „Öt görög öt törököt dögönyöz örökös gyönyörök közt”. W XIX wieku do entuzjastów języka opartego na e należał Ádám Orosz, proboszcz z Egerszalók.
Na początku XX wieku w esperente namiętnie bawiono się w literackiej kawiarni New York, gdzie też powstała nazwa zabawy.

## Przykłady esperente
Popularna piosenka dziecięca:
Boci, boci tarka: Tehenek gyermeke, tehenek gyermeke fekete pettyekkel tele, sem szerve, mellyel zengzeteket felvegyen, sem szerve, mellyel legyeket elhessegessen...
Definicje:
Esperente (eszperente): Rengeteg e-vel szerkesztett nyelv.
Humor: Elme nedve
Kino (mozi): Egy hely tele termekkel, s e termekben fenekeknek teremtett helyekkel. Jegyet veszel, mellyel beengednek, helyedet megkeresed, s letelepszel. Kedvesed melletted, feje tenyeredben, s beceneveket rebegtek. Egy leplet lestek, melyen emberek jelennek meg (persze nem elvenek, mert ezek felvett jelenetek), s feleselnek, szeretkeznek, verekednek. Nem egyszer megnevettetnek, de lehetnek kegyetlenek, s megrettenthetnek. Egyes esetekben emberek mellett, esetleg helyett rengeteg beste szerepel, s csepp gyermekeknek kedvence egy sereg szerzet, melyeket meglett emberek festettek, szellemes, kedves lelket lehelve nem egybe. Jelenleg rengetegen nem mennek el e helyre. Ehelyett tekercseket vesznek, s ezeket egy fekete szerkezettel leperegtetve lelnek kedvet e jelenetekben.
Przysłowie:
Kto pod kim dołki kopie ten sam w nie wpada (Aki másnak vermët ás, maga esik bele): Ember, mely embernek vermet termel, helyette eshet bele.
Wiersz (zaznaczone są zarówno otwarte e jak i zamknięte ë):
Sándor Petőfi
FALU VÉGÉN KURTA KOCSMA…
Falu végén kurta kocsma,
Oda rúg ki a Szamosra,
Mëg is látná magát benne,
Ha az éj nem közelëgne.
Az éjszaka közelëdik,
A világ lëcsëndesëdik,
Pihen a komp, kikötötték,
Benne hallgat a sötétség.
De a kocsma bëzzëg hangos!
Munkálódik a cimbalmos,
A legényëk kurjogatnak,
Szinte rëng belé az ablak.
“Kocsmárosné, aranyvirág,
Ide a legjobbik borát,
Vén lëgyën, mint a nagyapám,
És tüzes, mint ifju babám!
Húzd rá cigány, huzzad jobban,
Táncolni való kedvem van,
Eltáncolom a pénzëmet,
Kitáncolom a lelkëmet!”
Bekopognak az ablakon:
“Në zugjatok olyan nagyon,
Azt üzeni az uraság,
Mert lëfeküdt, alunni vágy.”
“Ördög bújjék az uradba,
Të pedig mënj a pokolba!...
Húzd rá, cigány, csak azért is,
Ha mindjárt az ingëmért is!”
Mëgint jőnek, kopogtatnak:
“Csëndesebben vigadjanak,
Isten áldja mëg kendtëket,
Szëgény édësanyám beteg.”
Feleletët ëgyik sëm ad,
Kihörpentik boraikat,
Végét vetik a zenének
S hazamënnek a legényëk.
Autor nieznany
TELEPSZËGLETËN SZESZËLDE…
Telepszëgletën szeszëlde
csermely mellett elhelyëzve,
benne kedve tetszelëgne,
tëszëm fël, nem estelëdne.
Egek rëndre estelëdnek,
erek, berkëk csëndesëdnek.
Dereglye sëm mëgy kërësztbe,
hever e fekete csëndbe.
Szeszëlde bëzzëg nem csëndes,
zëng-pëng benne zene rëndës.
Szesz ereje szërteterjed,
embërëknek kedve gerjed.
Hej, mënyecske, kedves lelkëm,
erjedt hëgylevet këll nyelnëm!
Lëgyën hetven esztendeje,
de mëg heves szesz ereje!
Zenemestër, sebësebben!
Kerekëdëtt fene kedvem.
Keresetëm szërteverëm,
lelkëmet mëg eltemetëm.
Mëgjelënnek rëndëlettel:
csëndesebben kedvetëkkel!
Telep feje heverëdne,
esetleg elszëndërëdne!
Lëgyën vele beste lelke,
të mëg eredj fene helyre!
Zene zëngjën, szëdte-vëtte,
pëndëlyëmnek lëhet veszte!
Ësmëg mënnek, reteszt vernek:
Lëgyenek csëndesek kendtëk!
Szentëk lelke lëgyën velëk,
kedves ëgyetlenëm beteg.
Feleletët ëgy mëg nem tëtt,
berëkesztnek szesznyeletët.
Zene menten befejezve,
s szërtemënnek csëndesëdve.